# Ley de la pared

Ley de la pared, velocidad horizontal cerca de la pared con modelo de longitud de mezcla

En dinámica de fluidos, la ley de la pared (también conocida como ley logarítmica de la pared) establece que la velocidad media de un flujo turbulento en un punto determinado es proporcional al logaritmo de la distancia desde ese punto a la "pared", o límite de la región de fluido. Esta ley de la pared fue publicada por primera vez en 1930 por el matemático húngaro-estadounidense, ingeniero aeroespacial y físico Theodore von Kármán. Sólo es técnicamente aplicable a las partes del flujo que están cerca de la pared (<20% de la altura del flujo), aunque es una buena aproximación para todo el perfil de velocidad de las corrientes naturales.

## Formulación logarítmica general
La ley logarítmica de la pared es una solución  autosimilar para la velocidad media paralela a la pared, y es válida para flujos a número de Reynolds altos -en una región de solapamiento con esfuerzo cortante aproximadamente constante y lo suficientemente lejos de la pared para que los efectos (directos) viscosos sean despreciables:
{\displaystyle u^{+}={\frac {1}{\kappa }}\ln \,y^{+}+C^{+},}   with   {\displaystyle y^{+}={\frac {y\,u_{\tau }}{\nu }},}   {\displaystyle u_{\tau }={\sqrt {\frac {\tau _{w}}{\rho }}}}   and   {\displaystyle u^{+}={\frac {u}{u_{\tau }}}}
donde
| {\displaystyle y^{+}}     | es la coordenada de la pared: la distancia y a la pared, hecha adimensional con la velocidad de fricción uτ y la viscosidad cinética ν,            |
| {\displaystyle u^{+}}     | es la velocidad adimensional: la velocidad u paralela a la pared en función de y (distancia a la pared), dividida por la velocidad de fricción uτ, |
| {\displaystyle \tau _{w}} | es el esfuerzo cortante de la pared, |
| {\displaystyle \rho }     | es la densidad del fluido, |
| {\displaystyle u_{\tau }} | se llama velocidad de fricción o velocidad de corte,                                                                                               |
| {\displaystyle \kappa }   | es la constante de von Kármán, |
| {\displaystyle C^{+}}     | es una constante y |
| {\displaystyle \ln }      | es el logaritmo natural. |
A partir de experimentos, la constante de von Kármán resulta ser {\displaystyle \kappa \approx 0.41} y {\displaystyle C^{+}\approx 5.0} para una pared lisa.
Con dimensiones, la ley logarítmica de la pared puede escribirse como:
{\displaystyle {u}={\frac {u_{\tau }}{\kappa }}\ln \,{\frac {y}{y_{0}}}\ }
donde y0 es la distancia desde la frontera a la que la velocidad idealizada dada por la ley de la pared llega a cero. Esto es necesariamente distinto de cero porque el perfil de velocidad turbulenta definido por la ley de la pared no se aplica a la subcapa laminar. La distancia de la pared a la que llega a cero se determina comparando el espesor de la subcapa laminar con la rugosidad de la superficie sobre la que fluye. Para una subcapa laminar próxima a la pared de espesor {\displaystyle \delta _{\nu }} y una rugosidad característica de escala de longitud {\displaystyle k_{s}},
| {\displaystyle k_{s}<\delta _{\nu }\,}        | : flujo hidráulicamente suave ,  |
| {\displaystyle k_{s}\approx \delta _{\nu }\,} | : flujo de transición,           |
| {\displaystyle k_{s}>\delta _{\nu }\,}        | : flujo hidráulicamente áspero . |
Intuitivamente, esto significa que si los elementos de rugosidad están ocultos dentro de la subcapa laminar, tienen un efecto muy diferente en la ley turbulenta del perfil de velocidad de la pared que si sobresalen en la parte principal del flujo.
Esto también se formula a menudo más formalmente en términos de un número de Reynolds límite, {\displaystyle Re_{w}}, donde
{\displaystyle Re_{w}={\frac {u_{\tau }k_{s}}{\nu }}.\ }
El flujo es hidráulicamente suave para {\displaystyle Re_{w}<3}, hidráulicamente rugoso para {\displaystyle Re_{w}>100}, y transicional para valores intermedios.
Los valores de {\displaystyle y_{0}} vienen dados por:
| {\displaystyle y_{0}={\frac {\nu }{9u_{\tau }}}} | para un flujo hidráulicamente suave  |
| {\displaystyle y_{0}={\frac {k_{s}}{30}}}        | para flujos hidráulicamente rugosos. |
Los valores intermedios suelen venir dados por el diagrama de Nikuradse derivado empíricamente, aunque también se han propuesto métodos analíticos para resolver este rango.
Para canales con una frontera granular, como los sistemas fluviales naturales,
{\displaystyle k_{s}\approx 3.5D_{84},\ }
donde {\displaystyle D_{84}} es el diámetro medio del percentil 84 más grande de los granos del material del lecho.

## Soluciones de ley de potencia
Los trabajos de Barenblatt y otros han demostrado que además de la ley logarítmica de la pared - el límite para infinitos números de Reynolds - existen soluciones de ley de potencia, que dependen del número de Reynolds. 
En 1996, Cipra presentó pruebas experimentales en apoyo de estas descripciones de ley de potencia. Esta evidencia en sí no ha sido totalmente aceptada por otros expertos. En 2001, Oberlack afirmó haber derivado tanto la ley logarítmica de la pared, como las leyes de potencia, directamente de las ecuaciones de Navier-Stokes promediadas por Reynolds, explotando las simetrías en un enfoque de grupo de Lie. Sin embargo, en 2014, Frewer et al. refutaron estos resultados.

## Para escalares
Para escalares (más notablemente la temperatura), la ley logarítmica autosimilar de la pared ha sido teorizada (formulada por primera vez por B. A. Kader) y observado en estudios experimentales y computacionales. En muchos casos, las extensiones a la ley original de la formulación de la pared (generalmente a través de transformaciones integrales) son generalmente necesarias para tener en cuenta la compresibilidad, la propiedad variable y los efectos reales del fluido.

## Cerca de la pared
Por debajo de la región donde es aplicable la ley de la pared, existen otras estimaciones para la velocidad de rozamiento.

### Subcapa viscosa
En la región conocida como subcapa viscosa, por debajo de 5 unidades de pared, la variación de {\displaystyle u^{+}} a {\displaystyle y^{+}} es aproximadamente 1:1, tal que:
Para  {\displaystyle y^{+}<5}
{\displaystyle u^{+}=y^{+}}
donde
| {\displaystyle y^{+}} | es la coordenada de la pared: la distancia y a la pared, hecha adimensional con la velocidad de fricción {\displaystyle u_{\tau }} y viscosidad cinemática {\displaystyle \nu }, |
| {\displaystyle u^{+}} | es la velocidad adimensional: la velocidad u paralela a la pared en función de y (distancia a la pared), dividida por la velocidad de fricción {\displaystyle u_{\tau }},        |
Esta aproximación puede usarse a más de 5 unidades de pared, pero para {\displaystyle y^{+}=12} el error es superior al 25%.

### Capa intermedia
En la capa intermedia, entre 5 unidades de pared y 30 unidades de pared, no se cumple ninguna de las dos leyes, de modo que:
Para  {\displaystyle 5<y^{+}<30}
{\displaystyle u^{+}\neq y^{+}}
{\displaystyle u^{+}\neq {\frac {1}{\kappa }}\ln \,y^{+}+C^{+}}
con la mayor variación de cualquiera de las leyes ocurriendo aproximadamente donde las dos ecuaciones se interceptan, en {\displaystyle y^{+}=11}.  Es decir, antes de 11 unidades de pared la aproximación lineal es más precisa y después de 11 unidades de pared se debe utilizar la aproximación logarítmica, aunque ninguna de las dos es relativamente precisa a 11 unidades de pared.
El perfil de velocidad media en sentido de la corriente {\displaystyle u^{+}} se mejora para {\displaystyle y^{+}<20} con una formulación de viscosidad de remolino basada en una energía cinética turbulenta cercana a la pared. {\displaystyle \kappa ^{+}} y la ecuación de longitud de mezcla de van Driest. Las comparaciones con datos de simulación numérica directa de flujos de canales turbulentos completamente desarrollados para {\displaystyle 109<Re_{\tau }<2003} mostraron una buena concordancia.